# Austrogneta multipilosa
Austrogneta multipilosa är en kvalsterart som beskrevs av Balogh och Csiszár 1963. Austrogneta multipilosa ingår i släktet Austrogneta och familjen Autognetidae. Inga underarter finns listade.